# Torneo femenino de rugby 7 en los Juegos de la Mancomunidad de 2022
El torneo femenino de rugby 7 en los Juegos de la Mancomunidad de 2022 fue la segunda ocasión en que se disputó el torneo en formato femenino.
Se disputó en el Coventry Building Society Arena de Coventry, Inglaterra.

## Desarrollo
|  | Avanzan a cuartos de final. |

### Grupo A
| Pos | Países        | Partidos | Partidos | Partidos | Tantos | Tantos | Tantos | Pts |
| Pos | Países        | G        | E        | P        | PF     | PC     | DP     | Pts |
| --- | ------------- | -------- | -------- | -------- | ------ | ------ | ------ | --- |
| 1   | Nueva Zelanda | 3        | 0        | 0        | 143    | 14     | +129   | 9   |
| 2   | Canadá        | 2        | 0        | 1        | 107    | 64     | +43    | 7   |
| 3   | Inglaterra    | 1        | 0        | 2        | 83     | 64     | +19    | 5   |
| 4   | Sri Lanka     | 0        | 0        | 3        | 0      | 191    | -191   | 3   |

#### Resultados
| 29 de julio | Inglaterra | 57 - 0 | Sri Lanka |  |  |

| 29 de julio | Nueva Zelanda | 45 - 7 | Canadá |  |  |

| 29 de julio | Nueva Zelanda | 60 - 0 | Sri Lanka |  |  |

| 29 de julio | Canadá | 26 - 19 | Inglaterra |  |  |

| 30 de julio | Canadá | 74 - 0 | Sri Lanka |  |  |

| 30 de julio | Nueva Zelanda | 38 - 7 | Inglaterra |  |  |

### Grupo B
| Pos | Países    | Partidos | Partidos | Partidos | Tantos | Tantos | Tantos | Pts |
| Pos | Países    | G        | E        | P        | PF     | PC     | DP     | Pts |
| --- | --------- | -------- | -------- | -------- | ------ | ------ | ------ | --- |
| 1   | Fiyi      | 3        | 0        | 0        | 91     | 24     | +67    | 9   |
| 2   | Australia | 2        | 0        | 1        | 100    | 19     | +81    | 7   |
| 3   | Escocia   | 1        | 0        | 2        | 45     | 93     | -48    | 5   |
| 4   | Sudáfrica | 0        | 0        | 3        | 12     | 112    | -100   | 3   |

#### Resultados
| 29 de julio | Australia | 38 - 0 | Sudáfrica |  |  |

| 29 de julio | Fiyi | 31 - 12 | Escocia |  |  |

| 29 de julio | Fiyi | 41 - 0 | Sudáfrica |  |  |

| 29 de julio | Australia | 50 - 0 | Escocia |  |  |

| 30 de julio | Escocia | 33 - 12 | Sudáfrica |  |  |

| 30 de julio | Australia | 12 - 19 | Fiyi |  |  |

## Fase final

#### Definición 5° al 8° puesto
|  | Semifinal  | Semifinal  | Semifinal |         |            | 5° puesto  | 5° puesto | 5° puesto |  |
|  |            |            |           |         |            |            |           |           |  |
|  |            |            |           |         |            |            |           |           |  |
|  | Inglaterra | Inglaterra | 36        |         |            |            |           |           |  |
|  | Inglaterra | Inglaterra | 36        |         |            |            |           |           |  |
|  | Sudáfrica  | Sudáfrica  | 0         |         |            |            |           |           |  |
|  | Sudáfrica  | Sudáfrica  | 0         |         | Inglaterra | Inglaterra | 29        |           |  |
|  |            |            |           |         | Inglaterra | Inglaterra | 29        |           |  |
|  |            |            | Escocia   | Escocia | 5          |            |           |           |  |
|  | Escocia    | Escocia    | Escocia   | Escocia | 5          | 58         |           |           |  |
|  | Escocia    | Escocia    |           |         |            | 58         |           |           |  |
|  | Sri Lanka  | Sri Lanka  | 0         |         |            | 7° puesto  | 7° puesto | 7° puesto |  |
|  | Sri Lanka  | Sri Lanka  | 0         |         |            | 7° puesto  | 7° puesto | 7° puesto |  |
|  |            |            |           |         |            |            |           |           |  |
|  |            |            |           |         |            | Sudáfrica  | Sudáfrica | 52        |  |
|  |            |            |           |         |            | Sudáfrica  | Sudáfrica | 52        |  |
|  |            |            |           |         |            | Sri Lanka  | Sri Lanka | 0         |  |
|  |            |            |           |         |            | Sri Lanka  | Sri Lanka | 0         |  |
|  |            |            |           |         |            |            |           |           |  |

#### Medalla de oro
|  | Semifinal     | Semifinal     | Semifinal |      |           | Medalla de oro    | Medalla de oro    | Medalla de oro    |  |
|  |               |               |           |      |           |                   |                   |                   |  |
|  |               |               |           |      |           |                   |                   |                   |  |
|  | Nueva Zelanda | Nueva Zelanda | 12        |      |           |                   |                   |                   |  |
|  | Nueva Zelanda | Nueva Zelanda | 12        |      |           |                   |                   |                   |  |
|  | Australia     | Australia     | 17        |      |           |                   |                   |                   |  |
|  | Australia     | Australia     | 17        |      | Australia | Australia         | 22                |                   |  |
|  |               |               |           |      | Australia | Australia         | 22                |                   |  |
|  |               |               | Fiyi      | Fiyi | 14        |                   |                   |                   |  |
|  | Fiyi          | Fiyi          | Fiyi      | Fiyi | 14        | 24                |                   |                   |  |
|  | Fiyi          | Fiyi          |           |      |           | 24                |                   |                   |  |
|  | Canadá        | Canadá        | 7         |      |           | Medalla de bronce | Medalla de bronce | Medalla de bronce |  |
|  | Canadá        | Canadá        | 7         |      |           | Medalla de bronce | Medalla de bronce | Medalla de bronce |  |
|  |               |               |           |      |           |                   |                   |                   |  |
|  |               |               |           |      |           | Nueva Zelanda     | Nueva Zelanda     | 19                |  |
|  |               |               |           |      |           | Nueva Zelanda     | Nueva Zelanda     | 19                |  |
|  |               |               |           |      |           | Canadá            | Canadá            | 12                |  |
|  |               |               |           |      |           | Canadá            | Canadá            | 12                |  |
|  |               |               |           |      |           |                   |                   |                   |  |

### Medallero
| Evento | Oro       | Plata | Bronce        |
| ------ | --------- | ----- | ------------- |
|        | Australia | Fiyi  | Nueva Zelanda |